# کایل ترنر (بازیکن فوتبال)
کایل ترنر (انگلیسی: Kyle Turner؛ زادهٔ ۱۰ نوامبر ۱۹۹۷) بازیکن فوتبال اهل اسکاتلند است که در  باشگاه های فوتبال سنت میرن و  پاتریک تیسل بازی کرده است.